# Фудбалски савез Француске Гвајане
Фудбалски савез Француске Гвајане (енгл. Ligue de Football de la Guyane (LFG)) је фудбалски савез Француске Гвајане. Фудбалски савез је основан 1962. године и члан је КОНКАКАФа од 2013. године. Удружење није члан ФИФАе.
Фудбалски савез је одговоран за фудбалску репрезентацију Француске Гвајане и мушку националну фудбалску лигу и лигу Дивизион д'Онеур.
Регионална лига Гвајане основана је 18. октобра 1962. Савез није повезан са ФИФАом, али је повезан са ФФФом од 27. априла 1963. године и придружени је члан КОНКАКАФом од 1978. године.
У априлу 2013. године, ЛФГ је интегрисана као пуноправни члан КОНКАКАФа.